# The Balkan Girls

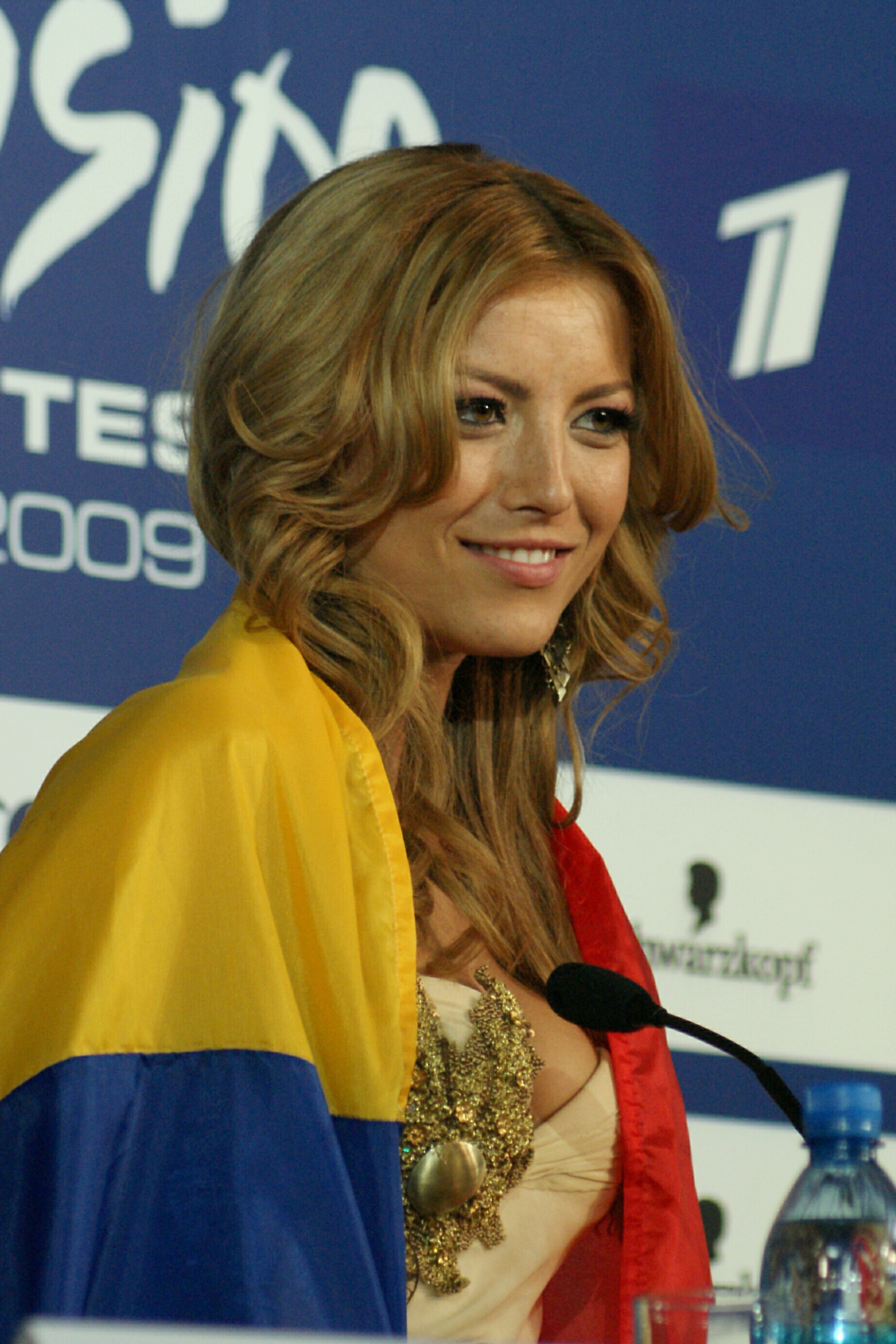
Elena Gheorghe in Moskau beim Eurovision Song Contest

The Balkan Girls (zu deutsch Die Mädchen vom Balkan) ist eine Single der rumänischen Sängerin Elena Gheorghe, die aus einer Sonderausgabe (ediția specială) ihres Albums Te ador ausgekoppelt wurde. Gheorghe trat mit diesem Lied für Rumänien beim Eurovision Song Contest 2009 in Moskau an, nachdem sie den nationalen Vorentscheid Selecția Națională 2009 gewonnen hatte. Komponiert wurde das Lied von Laurențiu Duță.

## Eurovision
The Balkan Girls gewann die Selecția Națională 2009 mit insgesamt 3.503 Stimmen vor Cătălin Josan und den Blaxy Girls. Letztere lagen bei der Telefonabstimmung zwar vorne, erhielten von der Jury aber nur sechs Punkte – halb so viele wie Elena.
Da Rumänien weder zu den Großen Vier der Eurovision gehört noch den Vorjahreswettbewerb für sich entscheiden konnte, musste Gheorghe in einem der Semifinals antreten, um sich für das Finale zu qualifizieren. Das Lied startete somit beim ersten Semifinale am 12. Mai mit der Startnummer 14 vor Finnland und nach Mazedonien. Es erreichte mit 67 Punkten Platz neun und qualifizierte sich damit für das Finale. Dort trat Gheorghe am 16. Mai auf Platz 22 hinter der Ukraine und vor dem Vereinigten Königreich an. Das Lied landete bei der Abstimmung, die zur Hälfte per Telefonvoting und zur Hälfte per Jurywertung stattfand, mit 40 Punkten auf Platz 19 von 25. In der Telefonabstimmung hatte es hingegen mit 64 Punkten den 14. Platz erreicht.

## Promo-Tournée
Das Lied wurde im Herbst 2008 aufgenommen und am 5. Januar 2009 wurde das Musikvideo in den Studios des rumänischen Fernsehen TVR gedreht. Nachdem Gheorghe die Selecția gewonnen hatte, wurde auf den rumänischen Fernsehkanälen TVR 1, TVR 2, TVR 3 und TVR International die Live-Version des Liedes ausgestrahlt. Am 12. Februar gab die Sängerin bekannt, dass sie zur Promotion des Liedes auf Tournee gehen und ein neues Video drehen wolle.
Am 5. März 2009 begannen die Dreharbeiten für Balkan Girls im Kreis Argeș und in einem Club in Bukarest. Am 10. März 2009 kam Gheorghe nach Deutschland und präsentierte auf der Internationalen Tourismus-Börse in Berlin das neue Musikvideo. Sie hatte ein Fotoshooting, gab Interviews und war Gast in Fernsehsendungen.
Weitere Ziele der Künstlerin waren Griechenland, Albanien, Serbien, die Ukraine und Russland. Weiterhin traf sie Nelly Ciobanu, Lidia Kopania, Susanne Georgi und Kejsi Tola.

## Titelliste
- The Balkan Girls-Original – 2:57
- The Balkan Girls-Eurovision Version – 3:02
- The Balkan Girls-New Final Version – 3:07
- The Balkan Gils-Semi-Karaoke – 3:07
- The Balkan Girls Karaoke – 2:57
- The Balkan Girls Official Remix – 4:03
- The Balkan Girls-Darone Mix – 3:26

## Hitparadenplatzierung
Gheorghe sicherte sich Plätze in den Hitlisten der rumänischen Radio- und Fernsehsender, wie den Fresh Top 40 von KissFM.